# ヴァーデ・レトロー・サタナー

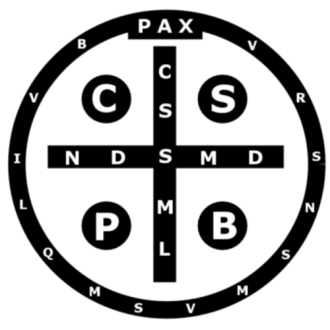
聖ベネディクトメダイの裏面に記されたVADE RETRO SATANA文の頭文字 (...V R S...)。

VADE RETRO SATANA（教会ラテン語で「退け、サタンよ」、「戻れ、サタンよ」の意味）、は中世の西方教会のエクソシスム（悪魔祓い）のための式文である。バイエルン州にあるベネディクト会メッテン修道院で発見された1415年の写本に記録されていた。その起源は伝統的にベネディクト会に関連付けられている。この式文の頭文字（VRSNSMV SMQLIVBまたはVRS:NSMV:SMQL:IVB）は、少なくとも1780年以降、しばしば十字架像や西洋教会の聖ベネディクトメダイに刻まれてきた。
Vade retro satanaという語句（しばしば vade retro satanasあるいはsathanasと綴られる）は、その宗教的意味合いと解離して、受け入れられない（しかし魅惑的な）提案の強い拒絶、あるいはおぼろげな脅威の恐怖を表現するために、軽妙なあるいは学術的な文章としても使われている。すなわち、「私を誘惑するな!」や、「私は一切関わりありません」、「誰か私たちをそこから救い出してください」という意味で使われている。

## 文章
教会ラテン語の文章は以下の通りである。
CRUX SACRA SIT MIHI LUX / NON DRACO SIT MIHI DUX

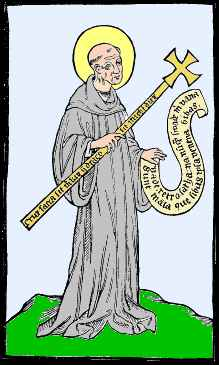
メッテン修道院の図書館で発見された1415年の本の最終頁に基づく、Vade retro satanaと述べた十字架と巻物を持つ聖ベネディクトの絵。

VADE RETRO SATANA / NUNQUAM SUADE MIHI VANA

SUNT MALA QUAE LIBAS / IPSE VENENA BIBAS
おおまかな訳は以下のようになる。
聖なる十字架が私の光でありますように / 竜がわたしの導き手にならないように

退け、サタンよ / おまえの虚しいことでわたしを誘惑するな

おまえがわたしに提供するものは悪である / 自ら毒を飲め

## 起源と歴史
VADE RETRO SATANAという節は、ウルガタ新約聖書、マルコの福音書8:33においてイエス・キリストがペトロに話した語句、vade retro me satana（「サタンよ、引きさがれ」）と似ている。
この一節の厳密な起源は不明である。13世紀初頭のサンスにある魔橋の伝説に見出されている。伝説では、設計者が悪魔に魂を売り、その後悔やんだ。ストラを身に付けたサンスのle Curé閣下は、聖水とこれらの言葉を使って悪魔を追い払った。

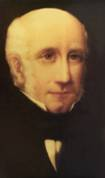
尊者レオ・デュポン

この一節は1647年に世間一般の注意を引き付けることとなった。1647年、魔女裁判にかけられた女性たちが、十字架がある場所では彼女らは危害を加える力はなく、メッテンにある聖ミカエルのベネディクト会修道院が特に彼女らの影響から免れる場所である、と証言した。修道院の探索の結果、この式文の頭文字と共に壁に描かれた十字架が見付かった。これらの文字の意味はしばらくの間謎のままであったが、修道院の図書館にあった1415年に遡る写本中の聖ベネディクトの絵の横に書かれた完全な数節が発見された。
同じ式文は1340年代から1350年代のオーストリアの写本でも後に見つかった。この写本はサタンが聖人に対して杯を飲むように提案している様子を描いており、聖人は長く先端に十字架が付けられ赤い旗付きの杖でサタンを食い止めている。杖の下には文章が1行書かれており、その下には "Vade retro Satana" で始まる6行の節が書かれている。

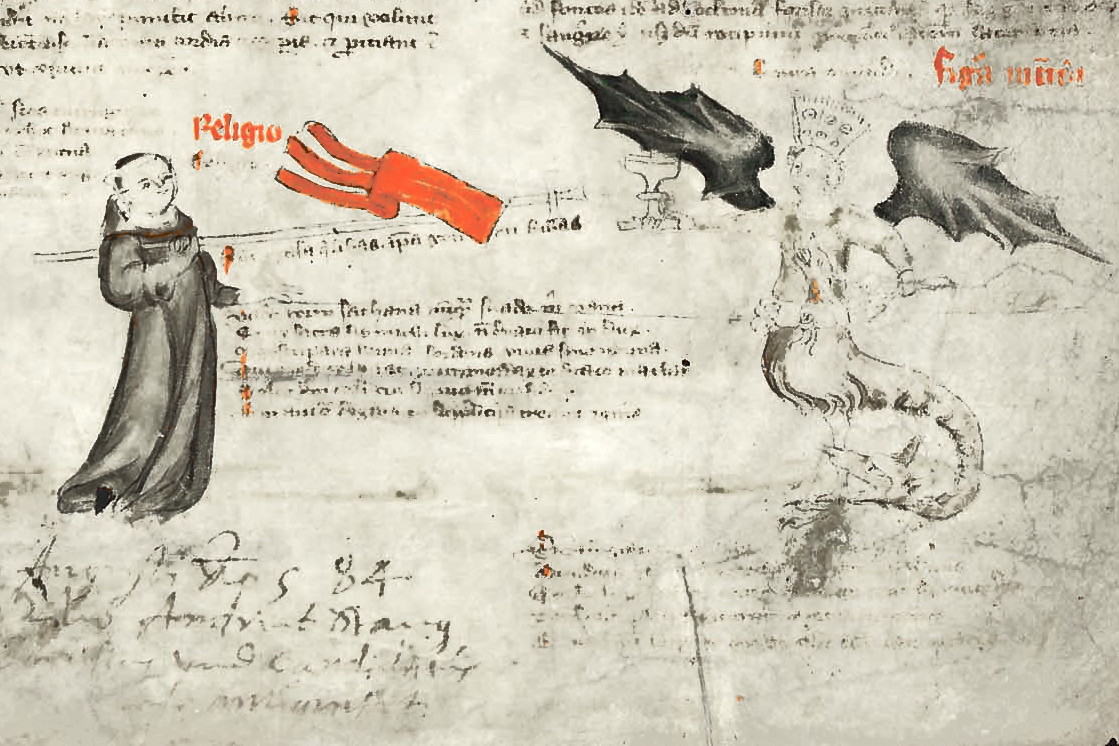
聖人に杯を差し出すサタン。1340年頃に最初に出版された中世オーストリアの写本Heinemann Nr 40から。

この式文はベネディクトゥス14世の承認を受け、1742年にローマ・カトリック儀式書の一部となった。式文の人気は19世紀に大いに高まった。これは主にレオ・デュポンの尽力によるものであった。H・C・リー（1896年）によれば、「通例として...、[メダイを] 熱心に身につけるだけで十分だが、特別な助けを望むのであれば、火曜日に栄唱（グロリア）を5つ、聖母マリアへの祈りを3つ、さらに栄唱を3つ唱えて、聖ベネディクトの守護を確かなものとすることが望ましい。」。
VADE RETRO SATANAは20世紀の儀式書改訂と『悪魔祓いといくつかの嘆願について』による1999年のその最終公布後もローマ・カトリック儀式書の一部であり続けている。